# La strada più lunga
La strada più lunga è un film per la televisione del 1965, diretto da Nelo Risi, basato sul racconto Il voltagabbana di Davide Lajolo.
Fu trasmesso il 24 novembre 1965 sul secondo canale della Rai nella serie Racconti italiani della Resistenza a cura di Raffaele La Capria.

## Trama
Michele, un intellettuale borghese, ha aderito per anni al fascismo. Dopo aver combattuto in Etiopia, Spagna, Albania e Grecia, torna a casa dopo l'8 settembre 1943, ma ora è stanco e si rifiuta di aderire alla Repubblica di Salò. I suoi camerati lo vogliono ancora con loro
ma questa Repubblica Sociale, imposta dalle armi delle SS non lo convince. La guerra continua e la situazione non permette di restare neutrali.
Michele contatta i partigiani e decide di unirsi a loro sulle montagne, abbracciando i loro ideali. 